# 纳吉·毛尔吉特
纳吉·毛尔吉特（匈牙利語：Nagy Margit，1921年5月29日—2001年1月15日），匈牙利女子竞技体操运动员。她曾代表匈牙利获得1936年夏季奥运会体操比赛女子团体全能铜牌和1948年女子全能银牌。